# Epidemia de fiebre amarilla de 1494
Entre 1494 y 1496 se desató una epidemia de fiebre amarilla en la isla de La Española, primero entre los españoles expandiéndose luego a la población indígena. Fue la primera epidemia de fiebre amarilla de su tipo en América.